# Bleed From Within
Bleed From Within es una banda escocesa de metalcore proveniente de Glasgow, Reino Unido.

## Historia
La banda se formó el año 2005 y rápidamente se hizo un nombre por sí mismos y la apertura de la escena local para viajar con bandas como Job for a Cowboy, The Black Dahlia Murder y Asphyx.
La banda entró al estudio por primera vez en septiembre del año 2005 para grabar su primer EP de cinco canciones, In The Eyes of the Forgotten, que fue seguido en 2007 del EP, Welcome to the Plague Year, lanzado con un sello independiente. Se ganó el reconocimiento internacional con el lanzamiento de su segundo EP, que lo conduce a un tour autofinanciado, por el Reino Unido, Holanda y Bélgica.
La banda firmó un acuerdo con Rising Records en el Reino Unido y Europa. A principios de 2008 entran a estudio para grabar su primer álbum de larga duración llamado, Humanity que fue lanzado el 10 de agosto de 2009, que tiene un sonido deathcore.
ese año participaron en el Hammerfest y el Download Festival, ellos han demostrado que son  capaces de llevar a cabo un gran espectáculo en un gran escenario. Con una cantidad creciente de fieles seguidores de todo el mundo, la banda entró en estudio a principios del 2010 para grabar su segundo álbum, y están dispuestos a tomar las cosas con el paso siguiente con el deseo de llevar su impresionante show en vivo y hacerlo en todas partes y en cualquier lugar que puedan.

## Miembros
- Scott Kennedy - Voz
- Craig Gowans - Guitarra
- Steven Jones- Guitarra coros
- Ali Richardson - Batería
- Davie Provan - Bajo

## Discografía

### Álbum de estudio
- 2009 - Humanity (Rising Records)
- 2010 - Empire (Rising Records)
- 2013 - Uprising (Century Media Records)
- 2018 - Era (Century Media Records)
- 2020 - Fracture (Century Media Records)
- 2022 - Shrine (Century Media Records)
- 2025 - Zenith (Nuclear Blast)

### EP
- 2006 - In the Eyes of the Forgotten
- 2007 - Welcome to the Plague Year
- 2014 - Death Walk